# ПАВЕЦ „Белмекен“
ПАВЕЦ „Белмекен“ е помпено-акумулаторна водноелектрическа централа (ПАВЕЦ) в България, разположена в землището на село Сестримо, област Пазарджик. Тя е част от Каскадата „Белмекен-Сестримо-Чаира“, собственост на Националната електрическа компания.
Горен изравнител на централата е язовир „Белмекен“, с който я свързва напорна деривация с дължина 5,2 километра. Има максимален пад от 737 метра и среден пад от 690 метра и е оборудвана с 5 пелтонови турбини, две от които могат да работят и в помпен режим. С капацитет за производство на електричество 375 MW и за изпомпване на вода 104 MW това е една от най-големите водноелектрически централи в страната.
ПАВЕЦ „Белмекен“ е пусната в експлоатация през 1975 година. Проектното ѝ производство на електроенергия е 556 GWh/година, а средно реализираното да 2010 година – 293 GWh/година. Максималният дебит в турбинен режим е 62,5 m³/s.